# Бурятский хореографический колледж
ГАПОУ РБ «Буря́тский республика́нский хореографи́ческий ко́лледж и́мени Л. П. Сахья́новой и П. Т. Абаше́ева» — государственное образовательное учреждение среднего профессионального образования в городе Улан-Удэ Российской Федерации. Находится в ведении Министерства культуры Республики Бурятии, готовит артистов балета, артистов ансамбля.

## О колледже
Бурятское государственное хореографическое училище основано в 1961 году (с 03.03.2015г. – ГАПОУ РБ «Бурятский республиканский хореографический колледж им. Л. П. Сахьяновой и П. Т. Абашеева»). У истоков его создания стояли выдающиеся деятели искусства Бурятии – народные артисты СССР Лариса Петровна Сахьянова, Гомбо Цыдынжапович Цыдынжапов, народный артист РСФСР Пётр Тимофеевич Абашеев. Колледж является основным источником пополнения творческих коллективов Бурятии и в первую очередь балетной труппы Бурятского государственного академического театра оперы и балета и Бурятского государственного национального театра песни и танца «Байкал».
В разные годы колледж окончили мастера сцены, имена которых украсили афиши Бурятского государственного академического театра оперы и балета. Это народные артисты России Екатерина Самбуева, Юрий Муруев, Виктор Ганженко, заслуженные артисты России Татьяна Дудеева, Алексей Павленко, Владимир Кожевников, Баярто Дамбаев; народные артисты Бурятии Татьяна Муруева, Виктор Андреев, Людмила Кондратьева, Галина Батурина, Батор Надмитов, Вероника Миронова, заслуженные артисты Бурятии Альбина Петрова, Любовь Иданова, Георгий Мергенев, Людмила Пермякова, Лариса Башинова, Баярма Цыбикова, Лия Балданова, Булыт Раднаев и др.
Выпускники колледжа работают в балетных труппах театров Москвы, Санкт-Петербурга, Новосибирска, Казани, Красноярска, Якутска; профессиональных коллективах Элисты, Кызыла, Иркутска и др. городов России и стран ближнего и дальнего зарубежья. Выпускники народного отделения работают в Бурятском государственном национальном театре песни и танца «Байкал», театре народной музыки и танца «Забава». Многие продолжают обучение в Московской государственной академии хореографии, Академии Русского балета им.А.Я.Вагановой, Российской академии театрального искусства, Санкт-Петербургской государственной консерватории им.Н.А.Римского-Корсакова, Московском государственном институте культуры и др. высших учебных заведениях культуры и искусства России.
В колледже обучаются дети из Бурятии, Иркутской и Амурской областей, Забайкальского края, Республик Тува, Саха, Хакасия и Алтай, иностранные учащиеся из Китайской народной республики и Монгольской народной республики.
В репертуаре колледжа более 150 концертных номеров, бережно сохраняются образцы мировой классической, национальной и современной хореографии, 13 спектаклей:
- П.Гертель "Тщетная предосторожность", хореография М.Мартиросян, М.Петипа, А.Горский
- П.И.Чайковский «Щелкунчик», хореография В.Вайнонена;
- П.И.Чайковский «Спящая красавица», хореография М.Петипа;
- Ф.Шопен «Шопениана», хореография М.Фокина;
- К.Хачатурян «Чиполлино», хореография Г.Майорова;
- А.Андреев «Небесная Дева Лебедь», хореография Г.Майорова;
- В.Кулешов «Кошкин дом», хореография П.Абашеева;
- М.Гусев «Прозрение», хореография В.Волкогоновой;
- Л.Минкус «Пахита», хореография М.Петипа;
- П.И. Чайковский «Монтекки и Капулетти», хореография Ю.Пузакова;
- П. Бриттен «Путешествие по оркестру», хореография А.Кадрулевой;
- Ж. Оффенбах «Бабочка», хореография П. Куанца;
- А. Вивальди «Четыре сезона», хореография П. Базарона.
Колледж ведет самостоятельную гастрольную деятельность. Так в 2000-м году со спектаклями «Щелкунчик» и «Спящая красавица» выезжали на Тайвань по линии «Общества дружбы Москва – Филиппины», в 2001 году выступали в г.г. Чите и Иркутске. В 2002 году спектакли «Щелкунчик», «Спящая красавица» и «Чиполлино» были показаны на гастролях в г.Владивосток. В 2005 году со спектаклем «Чиполлино» выезжали в г.Улан-Батор (МНР).  Жители районов республики и г.Улан-Удэ ежегодно знакомятся с новым репертуаром колледжа. В 2015 г. со спектаклем «Чиполлино» и концертной программой колледж выезжал на гастроли в Иркутскую область, г.г.Иркутск и Ангарск. В ноябре 2015 года планируется поездка со спектаклем «Чиполлино» и концертной программой в Забайкальский край: г.Чита, г.Петровск-Забайкальский, г.Краснокаменск, п.Агинское. Ведется активная гастрольная деятельность по районам республики Бурятия.
Учащиеся старших курсов заняты практически во всех балетных спектаклях Бурятского государственного академического театра оперы и балета: «Жизель», «Лебединое озеро», «Тысяча и одна ночь», «Дон Кихот», «Баядерка», "Коппелия" и др.  
Колледж занимается научно-исследовательской и инновационной деятельностью, пропагандой мировой классической и национальной хореографии, оказывает методическую помощь в повышении профессиональной квалификации педагогов-хореографов, исполнительских кадров хореографического искусства других учреждений культуры, проводит фестивали, научно-практические конференции, издает методическую литературу.
Колледж принимает активное участие в балетных форумах, конкурсах и фестивалях. Так, в разные годы учащиеся колледжа участвовали в конкурсах «Ваганова-Prix», «Приз Лозанны», «Арабеск», Московский международный им. С. Дягилева, "Русский Балет", Всероссийский конкурс артистов балета и хореографов и других:
2002 год - выпускница училища 2000 года Шаляпина Екатерина - лауреат VII Открытого конкурса артистов балета России «Арабеск – 2002», г.Пермь;
2002 год - Гусева Валерия, Сдвижков Денис - лауреаты V Открытого конкурса фестиваля хореографических училищ Сибири в г. Новосибирске;
2005 год - студенты народного отделения Доржиев Алдар, Латышева Анастасия, Раднаева Галина - лауреаты 1-го Международного фестиваля-конкурса национальных танцев стран Азиатско-Тихоокеанского региона «Венок Дружбы», г.Улан-Удэ;
2006 год - участие учащихся в III Международном фестивале хореографических училищ и школ в городе Казань, Татарстан;
2008 год - VII Международный конкурс хореографических коллективов в г. Новосибирск: лауреаты -  Оюн Буян, ученик 3/7 класса, II премия, Бальжиева Туяна, ученица 3/7 класса, III премия, Маланов Трофим, ученик 5/9 класса, III премия, дипломанты - Балданова Виктория, Гао Цзичжун, Оскорбин Иван, Чжан Цзяюй, дипломы - колледжу за оригинальный номер «Парижское веселье», хореография Д.Салимбаева; преподавателям Мергеневой Л.Г., Муруевой Т.М., Муруеву Ю.Ф. за высокопрофессиональную подготовку лауреатов;
2009 год - участие учащихся во II Всероссийском фестивале «Панорама музыкальных театров» в г.Омск;
2010 год - участие учащихся народного отделения в III Республиканском телевизионном конкурсе исполнителей национального танца «Баик», г.Уфа, Башкортостан;
2010 год - участие учащихся в V Международном фестивале хореографических училищ и школ в г.Казань, Татарстан;
2010 год - участие Багаевой Дарьи, Тайбинова Баира в I Всероссийском форуме «Балет XXI века», посвященном Г.С.Улановой, г.Красноярск;
2010 год - IV Международный конкурс сольного национального танца стран АТР «Венок Дружбы», г.Улан-Удэ – Мао Алина, студентка П курса – приз «Надежда»
2011 год - IV Международный конкурс балетмейстеров-постановщиков имени Т.Е. Гергесовой, г.Улан-Удэ – Джан Хуа Юй, студентка П курса – диплом  I степени;
2012 год - участие Алексеевой Натальи, студентки II курса, во II Всероссийском форуме «Балет XXI века», посвященном Ю.Н.Григоровичу, г.Красноярск;
2013 год - студентка Ш курса Алексеева Наталья – дипломантка I Всероссийского конкурса молодых исполнителей «Русский балет», г.Москва;
2013 год - I Всероссийский фестиваль хореографических колледжей (училищ) и школ, посвященный 75-летию со дня рождения Р.Нуреева в номинации «Восходящая звезда», г.Уфа, Башкортостан – дипломанты – студенты I курса Дангыт Субедей, Ичигеев Чингис, Хомушку Субудай;
2014 год - IV Международный конкурс хореографических учебных заведений «Орлеу» (Восхождение), г.Алматы, Республика Казахстан – лауреаты II степени Дангыт Субедей, Хомушку Субудай, лауреат Ш степени Ичигеев Чингис;
2014 год - I Международный конкурс артистов балета  "Гран При Сибири" в г.Красноярск – дипломант - Шикина Алиса, студентки I курса;
2015 год - II Всероссийский конкурс молодых исполнителей «Русский балет», г.Москва – дипломанты - студенты III курса Дымчиков Тимур, Покровская Анастасия;
2015 год - VIII Международный конкурс артистов балета, г.Сеул, Южная Корея  - лауреат II степени – Дангыт Субедей, студент II курса.
2016 год - участие студентов в VII Международный балетный конкурс Vaganova Prix г.Санкт-Петербург. 
2016 год - участие студентов Колледжа в Фестивале-конкурсе им. М.Эсамбаева г.Грозный.
2016 год - участие учеников и студентов в конкурсе "Малый Нуреевский" г. Уфа.
2017 год - III Всероссийский конкурс молодых исполнителей "Русский балет" г.Москва. Финалисты - студенты III курса Рустам Азизов и Юлия Шункова.
2017 год - II Всероссийский конкурс артистов балета и хореографов г.Москва. III премия в номинации "Характерный танец". Студентка III курса Анна Кузнецова.
Также, ученики, студенты и выпускники Колледжа успешно принимают участие в федеральных телевизионных проектах "Танцы на ТНТ" (ТНТ), "Танцуют все" (Россия-1), "Ты - супер! Танцы" (НТВ).
Кроме того, ученики Колледжа ежегодно участвуют в летних сменах Образовательного центра "Сириус" г.Сочи.

## История
Бурятское государственное хореографическое училище было основано в 1961 году Постановлением Совета Министров Бурятской АССР.
Его предтечей был хореографический кружок в Доме пионеров имени Постышева (директор в те годы - Анна Семеновна Плужникова). 
Хореографическим кружком руководила Ишпуля Назаровна Олзоева. В кружке в то время обучались дети - будущие звезды бурятского балета: Миханошина (Муруева) Татьяна, Самбуева Екатерина, Ильина (Чернова) Эржен, Майорова Надежда, Дружинина Ирина, Аханова Галина, Иванова (Цыбенова) Наталья и многие другие.
В 1960 году И.Н.Олзоевой при поддержке всего коллектива Дома пионеров был поставлен балет "Красная Шапочка", который был показан в Театре опера и балета. Постановка, в которой участвовали только дети, занимавшиеся в кружке, имела большой успех, и руководством театра (директор Бельгаев Г.Ц.) при поддержке правительства Бурятской АССР было принято решение создать Бурятское хореографическое училище. Таким образом, хореографический кружок стал основой для хореографического училища. И.Н.Олзоева стала первым педагогом училища, а ее первый набор стал первым выпуском училища.
Также у истоков училища стояли выдающиеся деятели искусства Бурятии – народные артисты СССР Лариса Петровна Сахьянова, Гомбо Цыдынжапович Цыдынжапов, народный артист РСФСР Петр Тимофеевич Абашеев. Первым директором училища стал заслуженный деятель искусств Бурятии Гомбо Цыбикович Бельгаев. Работал он в этой должности с 1961 по 1963 годы.
В год образования училища был произведен первый набор по специальности «Хореографическое искусство», квалификации «Артист балета». Первым художественным руководителем была Л.П.Сахьянова, народная артистка СССР, лауреат Государственной премии России имени Глинки. Выдающаяся балерина более двадцати лет являлась творческим лидером, вдохновителем школы. 
Уровень первого набора определяет тот факт, что выпускники 1967 года являются гордостью бурятского балета: народные артисты России Екатерина Самбуева, Виктор Ганженко, Юрий Муруев, заслуженный артист России Алексей Павленко, народная артистка Бурятии Татьяна Муруева и другие.
В 70-е – 80-е годы Бурятское училище уверенно становится «кузницей» балетных кадров не только для Республики, но и для других регионов России. В частности, Калмыкии, Тывы, Саха-Якутии, Иркутска и т.д. 
В 1974 году состоялся первый выпуск народного отделения. 
С 1984 года директором училища становится Нина Бальжиновна Базарон, которая возглавляла училище более 20 лет. Вторая половина 80-х знаменуется активизацией деятельности администрации по совершенствованию творческого процесса и улучшению материального обеспечения: училище получает добротное здание для интерната, по новому обустраиваются классные кабинеты, педагоги чаще выезжают на семинары, смотры, конкурсы, фестивали, проводившиеся в Москве, Ленинграде и других городах. В целях повышения профессионального уровня педагогов приглашаются лучшие специалисты хореографического искусства страны.
С 1985 по 1997 гг. художественным руководителем училища был народный артист РСФСР Пётр Тимофеевич Абашеев.  
В 2003 г. ГОУ «Улан-Удэнское хореографическое училище» было переименовано в РОУ СПО «Бурятское государственное хореографическое училище» приказом Министерства культуры Республики Бурятия № 85 от 04 февраля 2003 г.
На основании приказа Министерства культуры РБ № 109 от 19.03.2010 г. училище переименовано в ГБОУ СПО (ССУЗ) «Бурятский республиканский хореографический колледж», затем в ГАОУ СПО РБ (ССУЗ) «Бурятский республиканский хореографический колледж» Постановлением Правительства Республики Бурятия № 556 от 17.12.2010 г.
На основании Постановления Правительства Республики Бурятия от 22.11.2013 г. № 601 ГАОУ СПО РБ (ССУЗ) «Бурятский республиканский хореографический колледж» переименован в Бурятский республиканский хореографический колледж имени Л.П. Сахьяновой и П.Т. Абашеева.
На основании Постановления Правительства Республики Бурятия от 21.11.2014 г. № 575
ГАОУ СПО РБ (ССУЗ) «Бурятский республиканский хореографический колледж имени Л.П. Сахьяновой и П.Т. Абашеева» переименован в ГАПОУ РБ «Бурятский республиканский хореографический колледж имени Л.П. Сахьяновой и П.Т. Абашеева».
За  годы существования колледжа подготовлено более 600 артистов балета и народного танца.  Десяткам из них присвоены почетные звания народных, заслуженных артистов, работников культуры, деятелей искусства. Среди выпускников колледжа кандидаты наук, руководители учреждений культуры разного уровня, балетмейстеры, педагоги, искусствоведы. 
Выпускники трудятся в творческих коллективах Бурятии, и, в первую очередь, в Бурятском государственном академическом театре оперы и балета им.Г.Ц.Цыдынжапова и Бурятском государственном национальном театре песни и танца «Байкал». Многие выпускники танцуют в известных коллективах Москвы, Санкт-Петербурга, в театрах и танцевальных коллективах Новосибирска, Красноярска, Кызыла, Иркутска, Элисты, Якутска, других городов России и за рубежом. 
Все достижения Бурятского хореографического училища, ныне колледжа неразрывно связаны с именами Л.П.Сахьяновой и П.Т.Абашеева. Являясь выпускниками ведущих хореографических школ, Л.П. Сахьянова – московской, П.Т.Абашеев – ленинградской (санкт-петербургской), они сумели вместе со своими единомышленниками создать школу классического балета, которая следует признанному в мире вагановскому методу, но имеет при этом свои уникальные особенности. В целях увековечения памяти выдающихся театральных и общественных деятелей Постановлением правительства Республики Бурятия от 22 ноября 2013 года № 601 Бурятскому республиканскому хореографическому колледжу присвоены имена народной артистки СССР Ларисы Петровны Сахьяновой и народного артиста РСФСР Петра Тимофеевича Абашеева. 

## Художественные руководители
- 1961—1983 — Лариса Сахьянова
- 1983—1985 — О. Ш. Короткова
- 1985—1994 — Пётр Абашеев
- 1994—1997 — Екатерина Самбуева
- 1997—2003 — Лариса Протасова
- с 2003 — Людмила Пермякова

## Директора
- 1961—1963 — Гомбо Бельгаев
- 1963—1970 — Владимир Лобанов
- 1970—1978 — Александр Дырхеев
- 1978—1984 — Валерий Хараев
- 1984—2006 — Нина Базарон
- 2006—2013 — Александр Пакеев
- 2013—2019 — Ирина Хунданова
- 2019 — 2022 — Доржо Дугаржапов
- 2022 — 2025 — Владимир Кожевников
- 2025 — н.в. — Эльвира Доржиева

## Известные педагоги
- Абашеев, Пётр Тимофеевич — народный артист РСФСР
- Сахьянова, Лариса Петровна — народная артистка СССР
- Тыжеброва, Зинаида Николаевна — заслуженный деятель искусств Бурятии
- Васильев, Бакалин Николаевич — народный артист Республики Бурятия
- Кузнецова, Анна Афанасьевна — заслуженный работник культуры РФ
- Муруев, Юрий Фролович — народный артист России, преподаватель классического и дуэтно-классического танца
- Муруева Татьяна Михайловна — народная артистка Республики Бурятия, заслуженный работник культуры РФ, преподаватель классического танца
- Мергенёва Людмила Георгиевна — заслуженный работник культуры РБ, преподаватель классического танца
- Пермякова Людмила Георгиевна — заслуженная артистка РБ, заслуженный работник культуры РФ, преподаватель классического танца
- Иданова Любовь Ивановна — заслуженная артистка РБ, преподаватель народно-сценического танца, гимнастики, ритмики
- Абыкова Наталья Алексеевна — заслуженный работник культуры РБ, заслуженный работник культуры РФ, преподаватель классического танца
- Чернова Эржен Антроповна — заслуженный работник культуры РБ, преподаватель классического и народно-сценического танца

## Известные выпускники
- Ганженко, Виктор Александрович — народный артист РСФСР
- Дугаржапов Доржи Васильевич — заслуженный деятель искусств Республики Бурятия
- Кадрулёва Анастасия
- Муруев Юрий — народный артист РФ
- Муруева Татьяна — народная артистка РБ
- Павленко Алексей Николаевич — заслуженный артист РСФСР
- Самбуева Екатерина Балдановна — народная артистка РСФСР
- Флягин Сергей — заслуженный артист РФ
- Балданова, Лия Валерьевна — солистка балета ГАУК РБ «Бурятский государственный академический театр оперы и балета им. народного артиста СССР Г. Ц. Цыдынжапова», Заслуженная артистка Республики Бурятия (2012), Народная артистка Республики Бурятия (2018)
- Дудеева Татьяна Иннокентьевна — заслуженная артистка РСФСР
- Цыбикова Баярма Бальчиновна — солистка балета ГАУК РБ «Бурятский государственный академический театр оперы и балета им. народного артиста СССР Г. Ц. Цыдынжапова», Заслуженная артистка Республики Бурятия (2014), Народная артистка Республики Бурятия (2019), лауреат Государственной премии республики Бурятия, Лидер культуры 2012, преподаватель классического танца БРХК им. Л.П. Сахьяновой и П.Т. Абашеева
- Петр Базарон (2004) — художественный руководитель Детского театра балета Щелкунчик г. Екатеринбурга, кандидат педагогических наук, балетмейстер, лауреат, дипломант международных и всероссийских конкурсов

## Спектакли училища
- «Щелкунчик» Петра Чайковского, хореография Василия Вайнонена, постановка Татьяны Муруевой
- «Спящая красавица» Петра Чайковского, хореография Мариуса Петипа
- «Шопениана» на музыку Фредерика Шопена, хореография Михаила Фокина
- «Чиполлино» Карэна Хачатуряна, балетмейстер Генрих Майоров
- «Небесная Дева Лебедь» А. Андреева, балетмейстер Генрих Майоров
- «Прозрение» М. Гусева, балетмейстер В. Волкогонова
- Гран па из балета «Пахита» на музыку Людвига Минкуса, хореография Мариуса Петипа
- «Монтекки и Капулетти» на музыку Петра Чайковского, балетмейстер Юрий Пузаков
- «Кошкин дом» В. Кулешова
- «Путешествие по оркестру» на музыку Бенджамина Бриттена, балетмейстер Анастасия Кадрулёва
- «4 Сезона» музыка Вивальди, хореография П.Базарон
- "Тщетная предосторожность", музыка П.Гертеля, хореография М.Мартиросян, М.Петипа, А.Горский, постановка Ю.П.Бурлаки